# Station Augustówka
Station Augustówka is een spoorwegstation in de Poolse plaats Augustówka.